# Desix
Die Desix ist ein Fluss in Frankreich, der im Département Pyrénées-Orientales in der Region Okzitanien verläuft. Sie entspringt an der Nordwestflanke des Croix de Marquixanes (1395 m), im Gemeindegebiet von Rabouillet, entwässert generell in nordöstlicher Richtung durch den Regionalen Naturpark Corbières-Fenouillèdes und mündet nach rund 32 Kilometern im Gemeindegebiet von Ansignan als rechter Nebenfluss in den Agly, der unmittelbar danach an der Barrage de l’Agly einen Stausee bildet.

## Orte am Fluss
- Rabouillet
- Sournia
- Pézilla-de-Conflent
- Ansignan

## Sehenswürdigkeiten
- Knapp südwestlich von Sournia, nur etwa 200 Meter vom Ufer entfernt, steht die präromanische Kapelle Saint-Michel de Sournia.